# سد چینه
سد چینه (انگلیسی: Çine Dam) یک سد در ترکیه است. ساخت ان توسط شرکت هیدرولیک دولتی ترکیه پشتیبانی شد. این اولین سد بزرگ بتنی غلتکی در ترکیه است. سد چینه با ارتفاع ۱۳۷ متری یکی از بلندترین سدهای جهان است.